# Томас Мехіас
Томас Мехіас Осоріо (ісп. Tomás Mejías Osorio, нар. 30 січня 1989, Мадрид) — іспанський футболіст, воротар..

## Клубна кар'єра
Народився 30 січня 1989 року в місті Мадрид. У віці 12 років Томас почав тренуватись у молодіжній команді мадридського «Реала». До цього він був у системі аматорського клубу «Кослада». З 2007 року воротар почав залучатись до ігор третьої команди «Реала». У сезоні 2007/08 Мехіас дебютував у складі другої команди — «Реал Мадрид Кастілья», яка виступала в Сегунді Б, третьому дивізіоні країни.
На початку травня 2011 року тренер головної команди Жозе Моурінью вирішив дати відпочинок основному воротареві команди Ікеру Касільясу і 10 травня на матч першої команди проти «Хетафе», що проходив у рамках чемпіонату Іспанії, Мехіас був заявлений як резервний голкіпер. Після того, як суперники вершкових пропустили чотири м'ячі, Томас вийшов на заміну Антоніо Адану. У сім хвилин матчу, що залишилися, Мехіас зберіг свої ворота в недоторканності, чим допоміг «Реалу» здобути розгромну перемогу в домашній грі з «темно-синіми». Цей матч так і залишився єдиним для Мехіаса за першу команду «вершкових» і надалі він грав виключно за резерв, оскільки був четвертим воротарем клубу після Дієго Лопеса, Ікера Касільяса та Хесуса Фернандеса.
11 лютого 2014 року на правах оренди до кінця сезону Мехіас перейшов до клубу англійського Чемпіоншипу «Мідлсбро», де возз'єднався з колишнім тренером молодіжки «Реала» Айтором Каранкою. 1 березня дебютував у складі «Боро» у виїзній грі проти «Шеффілд Венсдей» (0:1). Це була його єдина поява під час оренди, оскільки він вивихнув палець на тренуванні і не грав до кінця кампанії. Тим не менш 4 липня 2014 року клуб підписав з воротарем дворічний контракт. Мехіас так і не став основним воротарем англійського клубу, залишаючись дублером Дімітріоса Константопулоса, втім провів знаковий матч 28 жовтня 2015 року у четвертому раунді Кубка Ліги, коли він не пропустив жодного голу за 120 хвилин на виїзді від «Манчестер Юнайтед», а у серії пенальті відбив удари Вейна Руні та Ешлі Янга, чим допоміг своїй команді пройти до наступного раунду.
Наприкінці сезону, в якому Мехіас зіграв за клуб лише 6 ігор, «Мідлсбро» вийшло у Прем'єр-лігу після того, як посіло друге місце в Чемпіоншипі. У зв'язку з виходом до еліті, клуб підписав двох нових воротарів Віктора Вальдеса та Бреда Гузана, тому Мехіас і Константопулос не зіграли жодної хвилини протягом першої половини сезону, після чого іспанця віддали в оренду до кінця сезону в «Райо Вальєкано». Втім і у цій команді Мехіас не зумів стати основним, програвши конкуренцію аргентинцю Пауло Гассанізі, тому зіграв лише у двох іграх Сегунди. Повернувшись до «Мідлсбро», Мехіас знову став запасним воротарем, цього разу дублером ірландця Даррена Рендолфа, тому так жодної хвилини за першу команду у сезоні 2017/18 не провів.
10 липня 2018 року на правах вільного агента перейшов до кіпрської «Омонії», де став основним воротарем, провівши за сезон 28 ігор чемпіонату, після чого повернувся до «Мідлсбро» 4 липня 2019 року, погодившись на дворічну угоду. У англійському клубі він знову був дублером Рендолфа, зігравши за команду лише 2 гри у Кубку ліги. У вересні 2020 року він був відданий в оренду в «Динамо» (Бухарест), де до кінця року зіграв 10 ігор.
У січні 2021 року Мехіас приєднався до турецького клубу Першої ліги «Анкараспор». У новій команді був основним воротарем, зігравши у 17 іграх, але команда посіла передостаннє 17 місце і вилетіла до третього дивізіону країни. Після цього у жовтні він підписавши контракт з «Вестерн Сідней Вондерерз», що грав в австралійській А-лізі. Всього відіграв за команду із Сіднея 13 матчів у національному чемпіонаті і влітку 2022 року покинув клуб.

## Виступи за збірні
2008 року дебютував у складі юнацької збірної Іспанії (U-19), з якою брав участь у юнацькому чемпіонаті Європи 2008 року у Чехії, де зіграв у одному матчі проти Болгарії (4:0), вийшовши на заміну на 75 хвилині замість Давіда де Хеа, але його команда не змогла вийти з групи.
Наступного року він виступав за збірну Іспанії до 20 років, з якою на Середземноморських іграх в Пескарі він виграв золоту медаль, перемігши у фіналі господарів, збірну Італії з рахунком 2:1. Мехіас також був у заявці збірної на молодіжному чемпіонаті світу 2009 року в Єгипті, де був дублером Серхіо Асенхо і на поле не виходив, а Іспанія вилетіла від Італії в 1/8 фіналу. Загалом на юнацькому рівні взяв участь у 8 іграх, пропустивши 8 голів.

## Досягнення
- Переможець Середземноморських ігор: 2009
- Переможець Сегунди Б: 2011/12